# Provinz Tsushima

Karte der japanischen Provinzen, Tsushima rot markiert (am linken Rand)

Tsushima (jap. 対馬国, Tsushima no kuni) oder Taishū (対州) war eine der historischen Provinzen Japans auf der Insel Tsushima. Heute entspricht das Gebiet verwaltungstechnisch der Unterpräfektur Tsushima mit der Stadt Tsushima in der Präfektur Nagasaki.

## Geschichte
Die erste Erwähnung von Tsushima findet sich im chinesischen Weizhi Worenchuan, einem Teil der Chroniken der Drei Reiche aus dem späten 3. Jahrhundert, in dem es als Duima-guo (chinesisch 對馬國, W.-G. Tui-hai kuo, jap. Tsuikai-koku) eines von 30 kuni (chin. guo, Staaten) der Wa (Japaner) war. Wann Tsushima jedoch eine Provinz des japanischen Zentralstaats wurde, ist unbekannt. Die Provinz hat eine strategisch wichtige Lage und spielte eine wichtige Rolle in der Verteidigung gegen mögliche Invasionen vom Festland und im Handel mit Korea. Nachdem die Japaner im Jahr 663 in der Schlacht von Baekgang von den Tang besiegt worden waren, errichteten sie auf der Insel die Burg Kaneda.
Bis in die Heian-Zeit hinein kontrollierten die Tsushima no kuni no miyatsuko die Insel, auf diese folgte der Klan der Abiru. Der Sō-Klan gewann in der Mitte des 13. Jahrhunderts an Macht und brachte im späten 15. Jahrhundert die gesamte Insel unter ihre Kontrolle. In der Edo-Zeit wurde Tsushima vom Lehen Tsushima-Fuchū (Lehen Izuhara) des Sō-Klans dominiert. Dieses war für die diplomatischen Beziehungen verantwortlich und hatte ein Handelsmonopol auf den Handel mit Joseon-Korea. Die Hauptstadt der Provinz (kokufu) befand sich im modernen Stadtteil Izuharamachi-Kokubu der Stadt Tsushima. Als Ergebnis der Abschaffung der Han wurde Tsushima im Jahre 1871 zur Präfektur Izuhara, im gleichen Jahr jedoch der Präfektur Imari (heute Saga) zugeschlagen. Tsushima kam schließlich 1872 zur Präfektur Nagasaki.

## Umfang
Durch die Geschichte bis in die Neuzeit bestand Tsushima aus zwei gun:
- Kamiagata (上県郡)
- Shimoagata (下県郡)